# 室内五人制足球
室内五人制足球（Futsal）或又稱為室內足球，是國際足總正式認可的足球比賽型式，名字取自葡萄牙語及西班牙語或，意思是「房間足球」。
室內五人制足球由兩隊對賽，每隊五人中一人為守門員；此外各隊可以有數位後備球員。與其他形式的室內足球比較，futsal的場地以畫線為界，而非皮球可以回彈的網或板。
其他的室內足球有不同的規則，名稱有indoor football，five-a-side football（五人足球）或indoor soccer。這些形式在室內足球正式訂立規則前已出現。

## 室內足球的歷史
室內足球的發展可以追溯到1930年的烏拉圭首都蒙得維的亞，同一年中首屆世界盃在那裏舉行。它的發展得歸功於Juan Carlos Ceriani，他希望有一種足球形式可以在國際青年會的室內、外場地進行。另外也有說futsal起源自巴西聖保羅的一種形式類似的足球。這些足球形式迅即傳遍南美洲，很多南美足球巨星在參與足球運動之前，都是由室內足球開始。據說首套普遍的規則在1936年便於聖保羅公布。
管理室內足球運動和各種比賽的組織國際室內足球聯盟（International Indoor Football Federation，簡稱FIFUSA為葡萄牙語和西班牙語的縮寫）於1971年成立，後來易名為Worldwide Futsal Association（AMF）。國際足協在1989年接管了futsal的運作，並把有關的比賽改為其名下繼續舉辦；規則自此亦由國際足協訂立和修訂。其中有一項最重大的轉變，把皮球的重量減輕，從而令比賽更快速；另外亦首次容許以頭球攻門（雖然依然難度極高和不普及）。
國際足協的管理使室內足球更受歡迎，也令更多人參與。很多國家現正嘗試以非正式（也不被國際足協認可）的五人足球比賽推廣室內足球。

## 五人制足球的規則
大多規則與十一人制足球類似。
時間為上下半場各20分鐘，平手則進入延長賽上下半場各5分鐘，又平手則進入6公尺點球PK賽。
與十一人制足球的不同點：
邊線：用手拋(十一人制)、用腳傳(五人制)。
罰球距離：12碼(十一人制)、6公尺(五人制)。
鏟球：可以(十一人制)、無規定(五人制)。
越位：有（十一人制）、無（五人制）